# Niels Albert

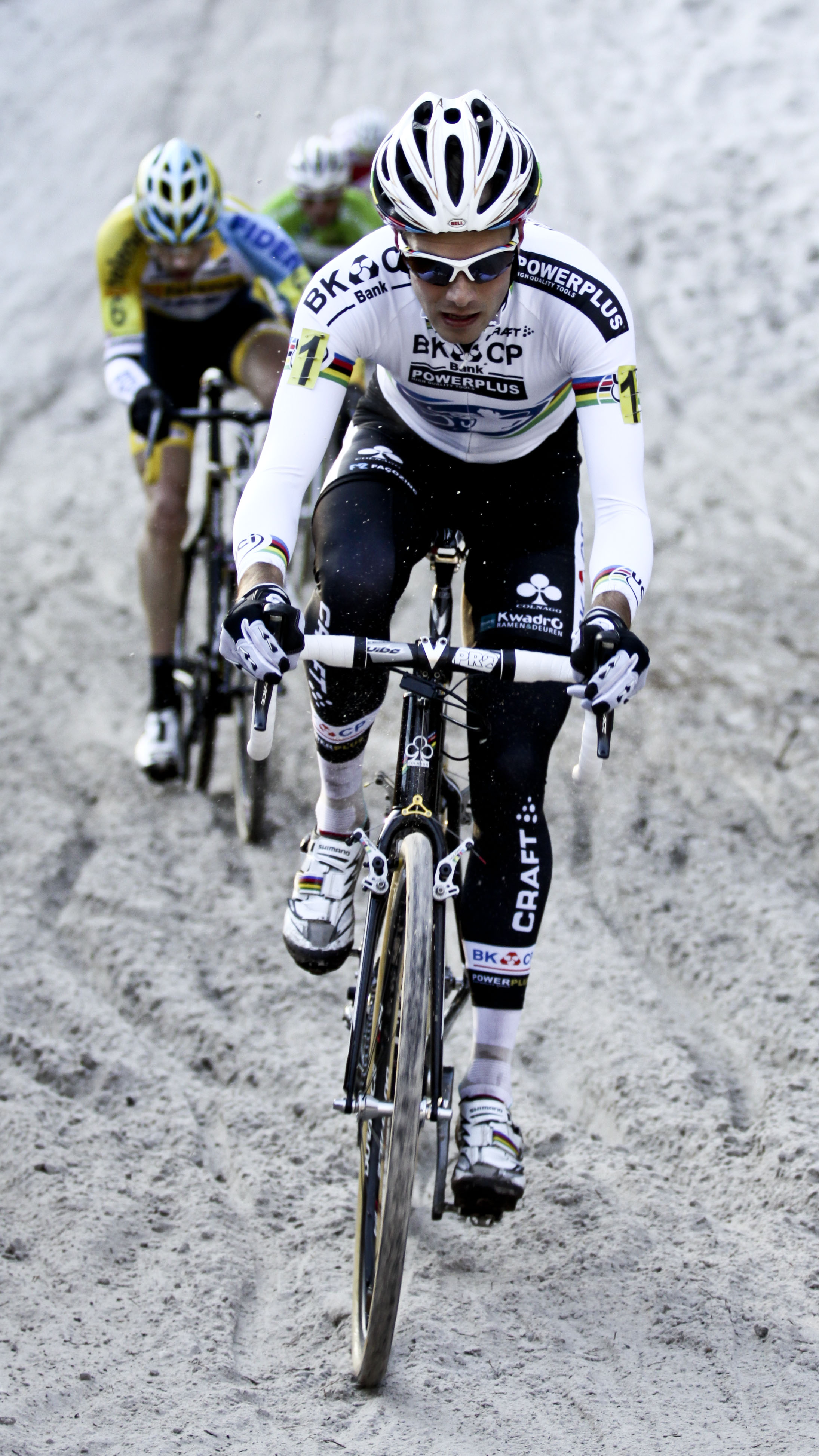
Niels Albert avec le maillot de champion du monde (2013).

Niels Albert (né le 5 février 1986 à Bonheiden) est un ancien coureur cycliste belge spécialisé dans la pratique du cyclo-cross. Professionnel de 2006 à 2014, il termine sa carrière au sein de l'équipe BKCP-Powerplus. Il a notamment remporté quatre titres de champions du monde de cyclo-cross : en 2004 chez les juniors, en 2008 chez les espoirs et en 2009 et 2012 chez les élites. En mai 2014, il annonce qu'il arrête sa carrière à cause de graves problèmes cardiaques,. Il est actuellement directeur sportif de l'équipe Verandas Willems-Crelan.

## Biographie

### Les débuts
Tout comme son compatriote et principal rival Sven Nys, Niels Albert commence par le BMX. En 1998 et 1999, dans les catégories de jeune, il devient champion de Belgique à deux reprises de cette discipline. Albert choisit finalement de s'orienter vers le cyclo-cross. Il est rapidement considéré comme l'un des grands talents de ce sport. En 2001, il termine troisième du championnat de Belgique de cyclo-cross cadets remporté par Dieter Vanthourenhout. L'année suivante, il prend sa revanche et enlève son premier titre national sur cette même épreuve.

### Premiers titres (2003-2008)
Lors de la saison 2003-2004, il rafle tout chez les juniors (17/18 ans). Il devient champion de Belgique, champion d'Europe et champion du monde.
En 2004-2005, pour sa première saison chez les espoirs (moins de 23 ans), il remporte une manche de la Coupe du monde espoirs à Hofstade, ainsi que le Superprestige espoirs. L'année suivante, il devient champion d'Europe et de Belgique de cyclo-cross espoirs. Mais, il échoue dans sa quête de titre mondial et doit se contenter d'une médaille de bronze derrière le Tchèque Zdeněk Štybar et le Néerlandais Lars Boom. Il s'adjuge deux nouvelles manches de la Coupe du monde espoirs, les classements du Superprestige espoirs - où il remporte sept des huit manches - et du Trophée Gazet van Antwerpen espoirs. En 2006, il signe au sein de l'équipe continentale Palmans-Collstrop
En octobre 2006, il remporte le Grand Prix de Neerpelt, sa première victoire face à des élites. Cette saison 2006-2007 est une copie de la saison précédente. Il court une nouvelle fois avec les espoirs. Il conserve ses titres de champion d'Europe et de Belgique espoirs. Il remporte pour la troisième fois le Superprestige espoirs où il s'adjuge sept des huit manches. Aux championnats du monde espoirs, il termine deuxième derrière un Lars Boom intouchable.

Lors de la saison 2007, sur route, il termine troisième des Boucles de la Mayenne. Son été 2007 est malchanceux. Début juillet, il chute lourdement avec un autre coureur  lors d'une kermesse à Melle. Il est victime d'une blessure à la tête et d'une fracture de la clavicule. Niels Albert récupère rapidement de ses opérations et reprend l'entrainement. Six semaines après son premier accident, il subit une nouvelle chute pendant un entrainement et souffre d'une commotion cérébrale. Malgré la malchance, il devient pour la troisième fois champion d'Europe espoirs en novembre. Le 6 janvier 2008, il termine troisième de son premier championnat de Belgique élites, à quatre secondes du champion Sven Nys.  Le 26 janvier 2008, il devient à Trévise pour la première fois champion du monde de cyclo-cross espoirs. Il remporte également la  Coupe du monde espoirs et trois manches du Superprestige élites. 
Le 16 novembre 2008, il est victime d'un accident lors de l'échauffement de la course à Asper-Gavere. Dans une descente, il tombe et son guidon frappe sa poitrine. Il est emmené à l'hôpital universitaire de Gand en raison de saignements dans sa rate. Le verdict est sévère : pas de cyclo-cross pendant six semaines. Après une longue période de repos et de remise en forme, il reprend la compétition le 26 décembre avec son premier cyclo-cross, où il termine onzième.

### Carrière professionnelle (2009-2014)
En 2009, Niels Albert rejoint la nouvelle équipe BKCP-Powerplus.
Le 1er février 2009, il devient à Hoogerheide, aux Pays-Bas, champion du monde de cyclo-cross pour sa première participation avec les élites. Il devance tous les favoris, y compris le champion sortant Lars Boom. Par la suite, il participe à des courses sur route. Il remporte quelques victoires : le prologue des Boucles de la Mayenne, les 2e et 5e étapes du Tour Alsace et la 1re étape de la Mi-août bretonne. Le 20 décembre, lors de l'élection du sportif belge de l'année, il annonce son souhait de continuer le cyclo-cross jusqu'aux mondiaux 2012, avant d'envisager par la suite une carrière sur route.  La saison 2009-2010 est moins bonne pour le Belge, même s'il remporte quatre manches de la Coupe du monde, il doit céder son titre mondial au Tchèque Zdeněk Štybar sans être en mesure de peser sur la course. En 2010-2011, il s'adjuge pour la première fois la Coupe du monde et devient le 9 janvier 2011 champion de Belgique. Son rival Sven Nys a abandonné la course. Niels Albert termine par la suite seulement 24e du mondial, la faute à un mauvais départ et une crevaison. 
La saison 2011-2012 de cyclo-cross débute bien pour Albert. Il gagne plusieurs courses dès le début de saison et se positionne en vainqueur potentiel dans les différents challenge (Coupe du monde, Superprestige, Trophée Gazet van Antwerpen). Le 15 novembre 2011, il subit une fêlure à l'os trapézoïde de la main gauche. Ses ambitions se reportent alors vers les championnats de Belgique et les mondiaux, disputés en deuxième partie de saison. Après avoir pris la deuxième place du championnat de Belgique derrière Sven Nys, il devient Champion du monde de cyclo-cross à Coxyde. Il devance six coureurs belges. 
Sa saison 2012-2013 est marquée par deux victoires finales sur la Coupe du monde et le Trophée Banque Bpost. Il ne conserve pas son titre mondial, où il prend la 8e place. Il remporte neuf nouvelles victoires la saison suivante, dont deux Coupe du monde. Ce seront ses dernières victoires professionnelles.
Sa carrière prend fin brusquement le 19 mai 2014, quand Albert, âgé de 28 ans, annonce sa retraite en tant que cycliste professionnel, en raison de problèmes cardiaques. Son compatriote et rival, Sven Nys, déclare qu'il l'a « toujours considéré comme un grand athlète, avec beaucoup de talent et doté d'une incroyable passion pour le sport. Il a aussi toujours eu beaucoup de respect pour ses adversaires. Il va énormément manquer au cyclo-cross ». 

### Après carrière
En septembre 2014, il est recruté comme directeur sportif de la section cyclo-cross au sein de l'équipe Vastgoedservice-Golden Palace. En décembre 2014, il ouvre un magasin de vélo à Tremelo, en Belgique.

## Palmarès en cyclo-cross

### Par années
| - 2000-2001 - 3e du championnat de Belgique de cyclo-cross cadets - 2001-2002 - Champion de Belgique de cyclo-cross cadets - 2003-2004 - Champion du monde de cyclo-cross juniors - Champion d'Europe de cyclo-cross juniors - Champion de Belgique de cyclo-cross juniors - 2004-2005 - Coupe du monde espoirs #3, Hofstade - Vainqueur du Superprestige espoirs - Superprestige espoirs #4, Asper-Gavere - Superprestige espoirs #5, Gieten - Superprestige espoirs #7, Hoogstraten - Superprestige espoirs #8, Vorselaar - 2005-2006 - Champion d'Europe de cyclo-cross espoirs - Champion de Belgique de cyclo-cross espoirs - Coupe du monde espoirs #1, Kalmthout - Coupe du monde espoirs #3, Hofstade - Vainqueur du Superprestige espoirs - Superprestige espoirs #1, Ruddervoorde - Superprestige espoirs #2, Sint-Michielsgestel - Superprestige espoirs #4, Asper-Gavere - Superprestige espoirs #5, Gieten - Superprestige espoirs #6, Diegem - Superprestige espoirs #7, Hoogstraten - Superprestige espoirs #8, Vorselaar - Vainqueur du Trophée Gazet van Antwerpen espoirs - Médaillé de bronze du championnat du monde de cyclo-cross espoirs - 2006-2007 - Champion d'Europe de cyclo-cross espoirs - Champion de Belgique de cyclo-cross espoirs - Vainqueur du Superprestige espoirs - Superprestige espoirs #2, Sint-Michielsgestel - Superprestige espoirs #3, Asper-Gavere - Superprestige espoirs #4, Gieten - Superprestige espoirs #5, Hamme-Zogge - Superprestige espoirs #6, Diegem - Superprestige espoirs #7, Hoogstraten - Superprestige espoirs #8, Vorselaar - Cyclo-cross de Loenhout (Trophée GVA) - Internationale Sluitingsprijs, Oostmalle (Trophée GVA) - Grand Prix de Neerpelt, Neerpelt - 2e du championnat du monde de cyclo-cross espoirs - 2007-2008 - Champion du monde de cyclo-cross espoirs - Champion d'Europe de cyclo-cross espoirs - Vainqueur de la Coupe du monde de cyclo-cross espoirs - Coupe du monde espoirs #1, Kalmthout - Coupe du monde espoirs #3, Hofstade - Coupe du monde espoirs #4, Liévin - Coupe du monde espoirs #5, Hoogerheide - Superprestige #4, Gieten - Superprestige #7, Hoogstraten - Superprestige #8, Vorselaar - Steenbergcross, Erpe-Mere - Kermiscross, Ardooie - Krawatencross, Lille - Internationale Sluitingsprijs, Oostmalle - 3e du championnat de Belgique - 2008-2009 - Champion du monde de cyclo-cross - Coupe du monde #2, Tábor - Superprestige #2, Veghel-Eerde - Steenbergcross, Erpe-Mere - Grand Prix AVB, Zonhoven - Kermiscross, Ardooie - Vlaamse Witloof Veldrit, Tervuren - Krawatencross, Lille - Parkcross, Maldegem - 2e du championnat de Belgique | - 2009-2010 - Coupe du monde #1, Trévise - Coupe du monde #2, Pilsen - Coupe du monde #3, Nommay - Coupe du monde #9, Hoogerheide - Superprestige #2, Hoogstraten - Superprestige #3, Gavere - Superprestige #7, Diegem - Trophée GvA #1, Namur - Trophée GvA #4, Essen - Steenbergcross, Erpe-Mere - Grote Prijs Neerpelt Wisseltrofee Eric Vanderaerden, Neerpelt - Kermiscross, Ardooie - Grand Prix de la Région wallonne, Dottignies - Vlaamse Druivenveldrit, Overijse - Parkcross, Maldegem - 2e de la Coupe du monde - 2010-2011 - Champion de Belgique de cyclo-cross - Vainqueur de la Coupe du monde - Coupe du monde #3, Coxyde - Coupe du monde #4, Igorre - Coupe du monde #8, Hoogerheide - Superprestige #6, Diegem - Trophée GvA #5 - Azencross, Loenhout - Trophée GvA #8 - Internationale Sluitingsprijs, Oostmalle - Fidea Cyclo-cross Tervuren, Vossem - 2011-2012 - Champion du monde de cyclo-cross - Superprestige #1, Ruddervoorde - Superprestige #2, Zonhoven - Superprestige #6, Diegem - Trophée GvA #5 - Azencross, Loenhout - Trophée GvA #8 - Internationale Sluitingsprijs, Oostmalle - Vlaamse Industrieprijs Bosduin, Kalmthout - Grand Prix de la Région wallonne, Dottignies - 2e du championnat de Belgique - 10e de la Coupe du monde - 2012-2013 - Vainqueur de la Coupe du monde - Coupe du monde #2, Plzeň - Superprestige #6, Diegem - Vainqueur du Trophée Banque Bpost - Trophée Banque Bpost #1 - GP Mario De Clercq, Renaix - Trophée Banque Bpost #5 - Azencross, Loenhout - Trophée Banque Bpost #7 - Krawatencross, Lille - Trophée Banque Bpost #8 - Internationale Sluitingsprijs, Oostmalle - Grand Prix de la Région wallonne, Dottignies - Soudal Jaarmarktcross Niel, Niel - Soudal Cyclocross Leuven, Louvain - Cincinnati Kings International, Cincinnati - Boels Classic Internationale Cyclo-cross Heerlen, Heerlen - 8e du championnat du monde de cyclo-cross - 2013-2014 - Coupe du monde #3, Coxyde - Coupe du monde #6, Rome - Superprestige #3, Hamme-Zogge - Superprestige #5, Gieten - Trophée Banque Bpost #8 - Internationale Sluitingsprijs, Oostmalle - SOUDAL GP Neerpelt, Neerpelt - SOUDAL Scheldecross Anvers, Anvers - Steenbergcross, Erpe-Mere - GP De Ster, Saint-Nicolas - 3e de la Coupe du monde |

### Classements
| Épreuve / Édition       | 2006/2007 | 2007/2008 | 2008/2009 | 2009/2010 | 2010/2011 | 2011/2012 | 2012/2013 | 2013/2014 |
| Championnat du monde    |           |           | 1er       |           | 24e       | 1er       | 8e        | 20e       |
| Coupe du monde          |           |           | 9e        | 2e        | 1er       | 10e       | 1er       | 3e        |
| Superprestige           |           | 3e        | 7e        | 2e        | 4e        | 7e        | 2e        | 2e        |
| Trophée GvA             | 2e        | 5e        | 6e        | 3e        | 4e        | 4e        | 1er       | 2e        |
| Championnat de Belgique |           | 3e        | 2e        | 9e        | 1er       | 2e        | 4e        |           |

## Palmarès sur route

### Par années
- 2007
  - 2e du Grand Prix Etienne De Wilde
  - 3e des Boucles de la Mayenne
- 2008
  - Tour de la province de Luxembourg :
    - Classement général
    - 1re étape

  - 5e étape du Tour de la province de Liège (contre-la-montre)
- 2009
  - Prologue des Boucles de la Mayenne
  - 2e et 5e étapes du Tour Alsace
  - 1re étape de la Mi-août bretonne
  - 3e de la Puivelde Koerse
- 2010
  - 6e étape du Circuito Montañés
- 2011
  - 2e étape du Tour Alsace

### Classements mondiaux
| Année           | 2007 | 2008 | 2009 | 2010 | 2011 | 2012  | 2013  |
| --------------- | ---- | ---- | ---- | ---- | ---- | ----- | ----- |
| UCI Europe Tour | 677e |      | 280e | 600e | 525e | 1025e | 1116e |

## Hommages et distinctions
- Vélo de cristal du meilleur jeune belge : 2004, 2005 et 2007
- Espoir de l'année en Belgique : 2005

- Le Niels Albert CX, compétition de cyclo-cross organisée depuis 2015.